# هالوين 4: عودة مايكل مايرز
الهالووين 4: عودة مايكل مايرز  (بالإنجليزية: Halloween 4: The Return of Michael Myers)‏ هو فيلم رعب اثاره امريكى من إخراج توم لى والاس من إنتاج مصطفى العقاد وبول فريمان سنة 1988 وهو الفيلم الرابع من سلسلسة أفلام الرعب الهالووين.

## وصلات خارجية
- هالوين 4: عودة مايكل مايرز على موقع IMDb (الإنجليزية)
- هالوين 4: عودة مايكل مايرز على موقع ميتاكريتيك (الإنجليزية)
- هالوين 4: عودة مايكل مايرز على موقع روتن توميتوز (الإنجليزية)
- هالوين 4: عودة مايكل مايرز على موقع نتفليكس (الإنجليزية)
- هالوين 4: عودة مايكل مايرز على موقع ألو سيني (الفرنسية)
- هالوين 4: عودة مايكل مايرز على موقع Turner Classic Movies (الإنجليزية)
- هالوين 4: عودة مايكل مايرز على موقع أول موفي (الإنجليزية)
- هالوين 4: عودة مايكل مايرز على موقع بوكس أوفيس موجو (الإنجليزية)
- هالوين 4: عودة مايكل مايرز على موقع فيلمافينيتي (الإسبانية)
- هالوين 4: عودة مايكل مايرز على موقع قاعدة بيانات الأفلام السويدية (السويدية)

1. ↑  وصلة مرجع: http://www.imdb.com/title/tt0095271/. الوصول: 10 يوليو 2016.
2. 1 2 3  وصلة مرجع: http://www.metacritic.com/movie/halloween-4-the-return-of-michael-myers. الوصول: 10 يوليو 2016.
3. 1 2 3  وصلة مرجع: http://www.allocine.fr/film/fichefilm_gen_cfilm=26222.html. الوصول: 10 يوليو 2016.
4. 1 2 3 4 5 6 7  وصلة مرجع: http://www.imdb.com/title/tt0095271/fullcredits. الوصول: 10 يوليو 2016.
5. ↑  "بوكس أوفيس موجو" (بالإنجليزية). Retrieved 2022-10-08.
6. ↑  "الأرقام" (بالإنجليزية). Retrieved 2022-10-08.